# 斯坦尼斯拉夫·巴齐莱克
斯坦尼斯拉夫·巴齐莱克（捷克語：Stanislav Bacílek，1929年11月13日—1997年3月26日），捷克男子冰球运动员。他曾代表捷克斯洛伐克国家队参加1956年冬季奥林匹克运动会冰球比赛，获得第五名。